# Giuseppe Sanmartino
Giuseppe Sanmartino o Sammartino (Nápoles, 1720-ibídem, 1793) fue un escultor italiano.
Sanmartino tuvo una larga y fructífera carrera. Algunas de sus creaciones se exhiben en el Museo de San Martino de Nápoles.
Está considerado como una de las más grandes personalidades artísticas de la escultura italiana del Settecento italiano por la escultura Cristo Velado, realizada en mármol en 1753 para la capilla principesca de Santa Maria della Pietà, conocida como Capilla Sansevero o Pietatella situada junto al palacio de Sangro en Nápoles. La escultura, hecha de un solo bloque de mármol, está considerada una obra maestra de la escultura del siglo XVIII europeo y una de las mayores obras maestras de la escultura de todos los tiempos. Representa a Cristo muerto tendido en un colchón, apoyado sobre dos almohadas y velado por una finísimo sudario, con el cuerpo dispuesto de tal manera que no parece ser una obra en mármol. El resultado del trabajo ha generado la leyenda que el alquimista Raimondo di Sangro había enseñado al escultor, la calcificación de los tejidos en cristales de mármol.
Entre sus admiradores estuvo Antonio Canova, que trató de adquirir esta obra y que dijo que estaba dispuesto a dar diez años de su vida «para ser autor de esta obra maestra».